# Pyrostegia venusta
Pyrostegia venusta es una especie de tallo leñoso, persistente, enredadera perteneciente al género Pyrostegia, nativa de América del Sur.

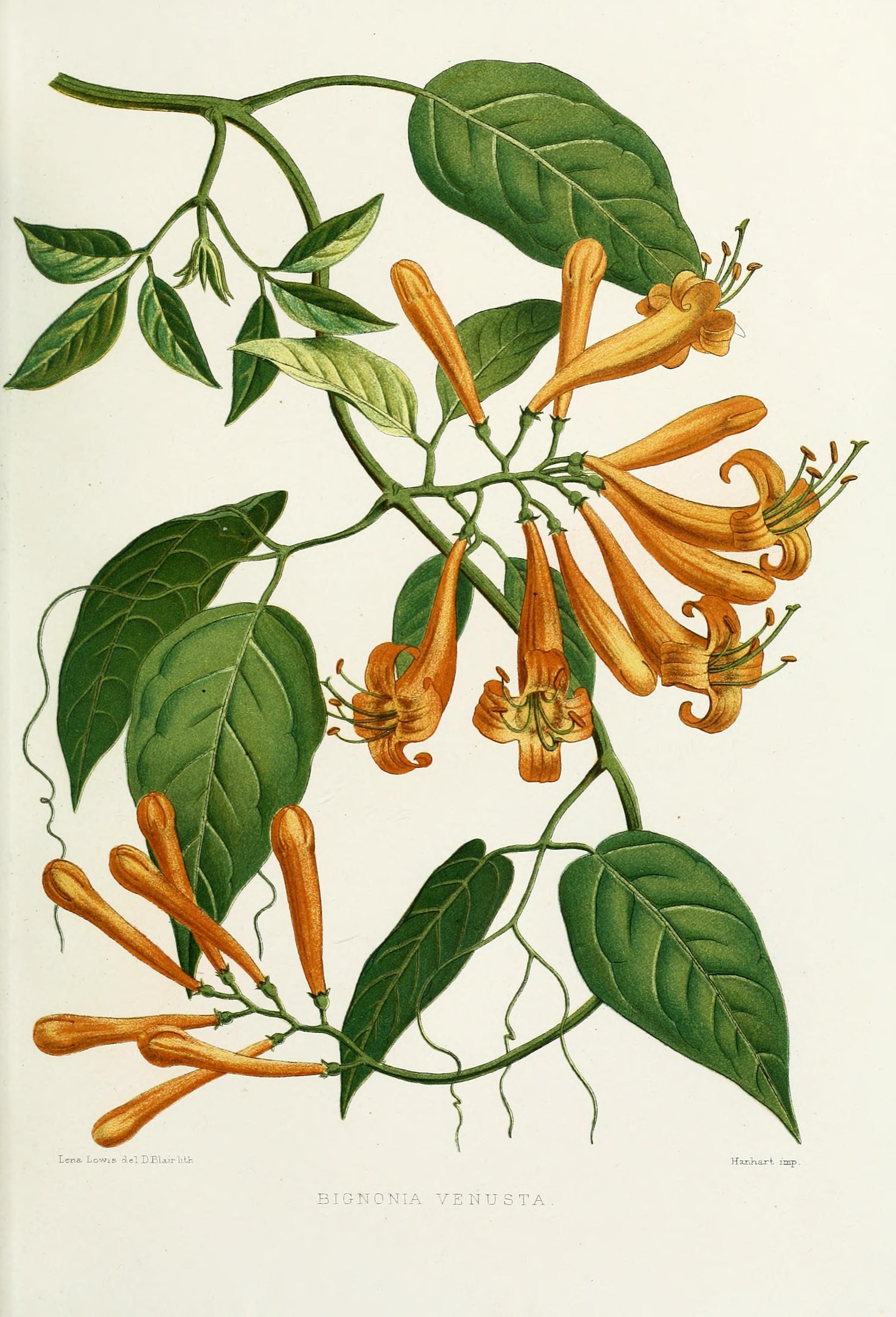
Ilustración

## Descripción
El follaje está integrado por hojas de color verde, compuestas por 2 a 3 folíolos, opuesta, de longitud de 4 a 8 cm y con zarcillos de 3 ramificaciones. Las flores de color rojo anaranjado se disponen en densos ramilletes y tienen una longitud de 5 a 9 cm. Los frutos son cápsulas lisas de 3 dm de longitud de color marrón.

## Taxonomía
Pyrostegia venusta fue descrita por (Ker Gawl.) Miers  y publicado en Proceedings of the Royal Horticultural Society of London 3: 188. 1863.
Sinonimia
- Bignonia ignea Vell.
- Bignonia tecomiflora Rusby
- Jacaranda echinata Spreng.
- Pyrostegia acuminata Miers
- Pyrostegia dichotoma Miers ex K.Schumann
- Pyrostegia intaminata Miers
- Pyrostegia pallida Miers
- Pyrostegia parvifolia Miers
- Pyrostegia reticulata Miers
- Pyrostegia tecomiflora (Rusby) K.Schum. ex Urb.
- Pyrostegia venusta var. typica Sprague
- Pyrostegia venusta var. villosa Hassler
- Tecoma venusta (Ker Gawler) Lem.
- Tynanthus igneus (Vell.) Barb.Rodr.
- Bignonia venusta Ker-Gawl.
- Pyrostegia ignea (Vell.) K. Presl[2][3][4]